# Mount Ritter
Mount Ritter is een 4010 m (13.149 voet) hoge bergtop in de Sierra Nevada in het westen van de Verenigde Staten. De top ligt in de Ritter Range, waartoe ook Banner Peak (3943 m) en The Minarets (3738 m) behoren. Vanwege de relatief vrijstaande positie is de berg in de verre omgeving te zien.
Mount Ritter is, net als de meeste toppen in de Sierra Nevada, genoemd naar een bekende natuurvorser, namelijk de Duitse geograaf Carl Ritter (1779-1859). Ritter was de leraar van de Amerikaanse geoloog Josiah Whitney (1819-1896), directeur van de California Geological Survey, die de berg zijn naam gaf. De eerste historische beklimming stamt uit 1872, toen de natuurvorser John Muir (1838-1914) de top bereikte. De berg is relatief gemakkelijk te beklimmen vanaf het westen. De noordoostelijke flank is een steile rotswand.